# Mur z Płetwą

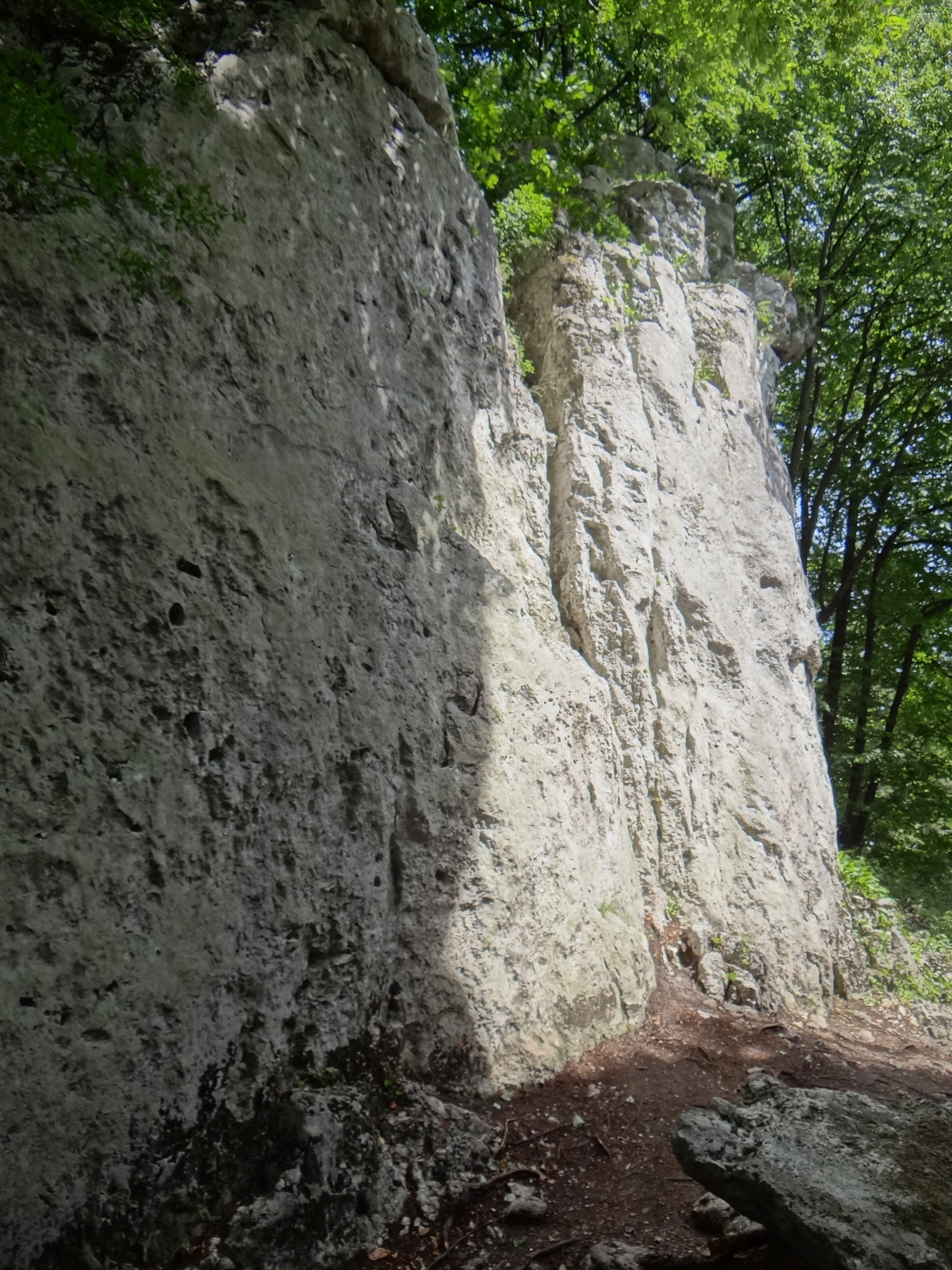

Mur z Płetwą – jedna ze skał na Januszkowej Górze we wsi Podlesie, w województwie małopolskim, w powiecie olkuskim, w gminie Olkusz. Znajduje się na północno-zachodnim krańcu Płaskowyżu Ojcowskiego na Wyżynie Olkuskiej.
Mur z Płetwą znajduje się w lesie na zachodnich zboczach Januszkowej Góry. Zbudowany jest z twardych wapieni skalistych. Ma wysokość 10 m, ściany połogie lub pionowe z filarami Jest na nim uprawiana wspinaczka skalna.

## Drogi wspinaczkowe
Poprowadzono 7 dróg wspinaczkowych o trudności od II do VI.3+ w skali krakowskiej.  Pięć z nich jest obite stałymi punktami asekuracyjnymi: ringi (r) i stanowiska zjazdowe (st) lub ringi zjazdowe. Skała znajduje się wśród drzew zapewniających cień.
Niemal wszystkie mają zamontowane stałe punkty asekuracyjne: ringi (r), stanowisko zjazdowe (st) lub ring zjazdowy (rz).
1. Lewa rybka; 4r + rz, VI, 9 m
2. Ringowa trwoga; 3r + st, IV, 9 m
3. Świńska rysa II, 9 m

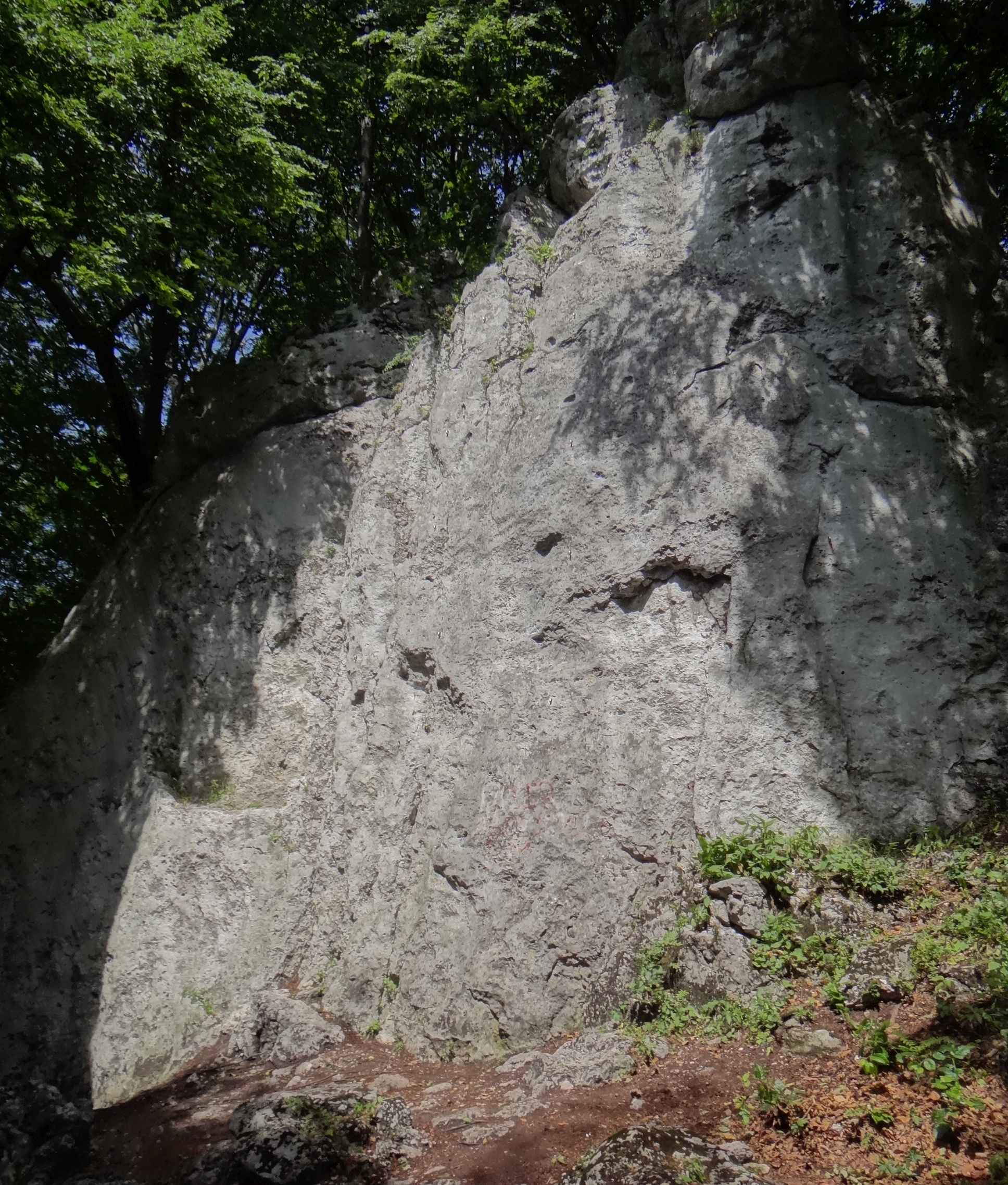

4. Wycieczka rowerowa po Kornwalii; 4r + rz, IV+, 10 m
5. Baśń o ludziach stąd; rz, IV, 10 m
6. Ogr; 4r + rz,	VI.1, 10 m
7. Tajemnica obłych niespodzianek; 5r + st, VI.3+, 10 m[3].